# Kiva kann’s!
Kiva kann’s! (Originaltitel: Kiva Can do!) ist eine irische Zeichentrickserie für Vorschulkinder, die seit 2016 produziert wird.

## Handlung
Die fünfjährige Kiva kann sich aus den Materialien Pappkarton, Klorollen und Kleber und der Kraft ihrer Fantasie ihre eigenen Welten erschaffen. Zusammen mit ihrem besten Freund Saul Dunne und ihrem Hund Angus erlebt sie dabei viele Abenteuer. Außerdem zur Seite steht ihr dabei Nanna Praveena.

## Produktion und Veröffentlichung
Die Serie wird seit 2016 von Kavaleer Productions in Irland produziert. Bisher sind dabei 52 Folgen entstanden. Die Weltpremiere fand am 10. Oktober 2016 auf dem irischen Fernsehsender RTEJr statt. Die deutsche Erstausstrahlung findet am 12. Februar 2018 auf Nick Deutschland statt.

## Charaktere
- Kiva ist 5 Jahre alt und kann aus einem Pappkarton und ihrer Fantasie alles schaffen. Mit ihren Freunden erlebt sie dabei viele Abenteuer.
- Saul Dunne ist Kivas bester Freund. Während Nanna auf Kiva aufpasst, kommt Saul häufig zu Besuch, um sie bei ihren Abenteuern zu begleiten.
- Angus ist Kivas Hund. In Kivas Fantasie ist er ein  Hund ohne Furcht, der sie beschützt, Hinweise entdeckt und das tut was sie sich gerade vorstellt.
- Nanna Praveena ist eine Erfinderin und passt auf Kiva auf, wenn ihre Eltern auf der Arbeit sind. Sie hat die Fähigkeit ihre Hand in fast alles zu verwandeln. Ihre Begeisterung für Innovationen färbt dabei auf Kiva ab.

## Episodenliste
| Folge | deutscher Titel             | deutsche Erstausstrahlung | Originaltitel                     |
| 1     | Ach, du dickes Dino-Ei!     | 12.02.2018                | Jurassic Lark                     |
| 2     | Wildwest Kiva               | 12.02.2018                | Calamity Kiva                     |
| 3     | Auf dem Regenbogen          | 13.02.2018                | Onto the Rainbow                  |
| 4     | Unter Wasser                | 14.02.2018                | Water We Waiting For?             |
| 5     | Abrakadangus                | 15.02.2018                | Abracadangus                      |
| 6     | Hinauf und hinfort          | 16.02.2018                | Party Island                      |
| 7     | Das Schwarze Loch           | 19.02.2018                | Oh My Stars                       |
| 8     | Lotuskraft                  | 20.02.2018                | Flower Power                      |
| 9     | Die Arktis ruft             | 21.02.2018                | Ice Breakers                      |
| 10    | Maus im Haus                | 22.02.2018                | Mouse in the House                |
| 11    | Reise ins Sofa              | 23.02.2018                | Journey to the Centre of the Sofa |
| 12    | Das grässliche Rohr-Dings   | 26.02.2018                | The Abominable Pipe Thingy        |
| 13    | Das sprechende Zelt         | 27.02.2018                | Talkie Tent                       |
| 14    | Die Kokosnuss-Insel         | 28.02.2018                | Coconut Island                    |
| 15    | Auf Sonnenfang              | 01.03.2018                | Sun Seekers                       |
| 16    | Katze im Baum               | 02.03.2018                | Scaredy Cat                       |
| 17    | Ein neues Spiel             | 05.03.2018                | Cricket Crack Up                  |
| 18    | Auf Schmetterlingssuche     | 06.03.2018                | I Spy Butterfly                   |
| 19    | Unter der Erde              | 07.03.2018                | Going Underground                 |
| 20    | Ein winziges Riesen-Problem | 08.03.2018                | Root of the Problem               |
| 21    | Ganz schön frech            | 09.03.2018                | Diagnosis Naughty                 |
| 22    | Das fliegende Paket         | 12.03.2018                | Special Delivery                  |
| 23    | Der Geisterstadt-Express    | 13.03.2018                | Kiva Can Boo                      |
| 24    | Bergziegen melken           | 14.03.2018                | Paneer Mountaineers               |
| 25    | Hatschi!                    | 15.03.2018                | Kiva’s Cure                       |
| 26    | Satellit auf Abwegen        | 16.03.2018                | Space Fetch                       |
| 27    | Das Geheimnis von Atlantis  | 18.06.2018                | Atlantis Ahoy                     |
| 28    | Das Nannamobil              | 19.06.2018                | Kiva vs Chompatron                |
| 29    | Hallo Kuckuck!              | 20.06.2018                | Yoohoo Cuckoo                     |
| 30    | Das Ferkelchen              | 21.06.2018                | A Pig Surprise                    |
| 31    | Ein stürmischer Tag         | 06.07.2018                | Once Upon a Stormy Night          |
| 32    | Durchblick für alle         | 09.07.2018                | High Rise and Shine               |
| 33    | Land unter                  | 10.07.2018                | Waterpark                         |
| 34    | Ein Lied für Nanna          | 11.07.2018                | Symphony for Nanni                |
| 35    | Kivas Waschanlage           | 12.07.2018                | Kiva’s Car Wash                   |
| 36    | Der Piratenschatz           | 13.07.2018                | Into the Deep                     |
| 37    | Hoppla-di-hopp              | 16.07.2018                | Digi Kiva                         |
| 38    | Die Buckelpiste             | 17.07.2018                | Bumpy Biking                      |
| 39    | Das Meer der Stille         | 18.07.2018                | Sea of Tranquillity               |
| 40    | Der Pyramidenschatz         | 19.07.2018                | Pyramid Treasure                  |
| 41    | Das Wasserrad               | 20.07.2018                | Paddle Power                      |
| 42    | Kivas Quiz-Show             | 23.07.2018                | Kiva’s Quiz Show                  |
| 43    | Die Matratzen-Welt          | 24.07.2018                | Spring Fever                      |
| 44    | Kiva räumt auf              | 25.07.2018                | Recycle Road                      |
| 45    | Ängus mal drei              | 26.07.2018                | Adding Angus                      |
| 46    | Eine Klitzekleinigkeit      | 27.07.2018                | Insider Job                       |
| 47    | Super-Putzer                | 30.07.2018                | Super Cleaners                    |
| 48    | Ein Flicken für Nanna       | 31.07.2018                | Plane Sailing                     |
| 49    | Die Staubgeister            | 01.08.2018                | Done and Dusted                   |
| 50    | Schlau wie ein Fuchs        | 02.08.2018                | Soap Box Burglar                  |
| 51    | Geheime Tunnel              | 03.08.2018                | Raiders of the Lost Bark          |
| 52    | Abenteuer im All            | 06.08.2018                | Space Quester                     |